# Polygala kilimandjarica
Polygala kilimandjarica är en jungfrulinsväxtart som beskrevs av Chod.. Polygala kilimandjarica ingår i släktet jungfrulinssläktet, och familjen jungfrulinsväxter. Inga underarter finns listade i Catalogue of Life.